# Árpád Glatz
Árpád Glatz (Rákosliget, 5 gennaio 1939 – Budapest, 5 dicembre 2000) è stato un cestista e allenatore di pallacanestro ungherese.

## Carriera
Con l'Ungheria ha disputato due edizioni dei Giochi olimpici (Roma 1960, Tokyo 1964) e due dei Campionati europei (1959, 1963).